# Félix Lebrun
Félix Lebrun (Montpellier, 12 september 2006) is een Frans professioneel tafeltennisser. Hij speelt rechtshandig met de penhoudersgreep, hetgeen ongebruikelijk is voor Europese spelers.
Zijn vader Stephane Lebrun was ooit een Franse top-10 speler en dubbelkampioen van Frankrijk. Zijn oom Christophe Legoût was lid van het Frans nationaal team. 
Zijn oudere broer Alexis is eveneens professioneel tafeltennisser.

## Belangrijkste resultaten
- Goud in het dubbelspel op de Europese kampioenschappen 2024 met zijn broer.
- Zilver met het Franse team op de wereldkampioenschappen 2024.
- Brons in het dubbelspel op de Europese kampioenschappen 2022 met zijn broer.